# Carmageddon
Carmageddon – pierwsza gra z serii brutalnych wyścigów samochodowych oraz innych pojazdów mechanicznych wyprodukowanych przez Stainless Games i wydanych przez Interplay oraz SCi.
Pierwotnie została ona wydana na komputery PC (z systemem operacyjnym DOS) w roku 1997, ale szybko ukazały się wersje na komputery Macintosh (1997) oraz konsole PlayStation (1999), Nintendo 64 (2000) i Game Boy Color (2001). Wersje na PlayStation i N64 są jednak bardziej podobne do sequela - gry Carmageddon 2. W 2012 roku wydano także porty gry na platformę iOS, a w 2013 - Android.
W Carmageddonie gracz, prowadząc swój pojazd, rywalizuje przeważnie z kilkoma innymi zawodnikami w terenie zabudowanym. Gracz ma limitowaną ilość czasu, aby ukończyć określoną liczbę okrążeń, dodatkowy czas można uzyskać poprzez zbieranie bonusów, niszczenie samochodów przeciwników bądź rozjeżdżanie przechodniów.
W wielu krajach (jak np. Wielka Brytania czy Niemcy) kiedy gra została wydana, zamiast ludzi pojawiały się w nich zombie posiadające zieloną krew i roboty, ponieważ rozjeżdżanie nieżyjących istot było lepiej akceptowane przez poszczególne komisje wyznaczające kategorię wiekową. Nieoficjalne „krwawe łaty” zostały jednak prędko wypuszczone, aby podmienić grafiki i odgłosy wydawane przez zombie na bardziej brutalne, co spowodowało wydanie oficjalnej łaty od wydawcy gry, który zdejmował cenzurę.
Slogan reklamowy stosowany w amerykańskim wydaniu brzmiał "Gra wyścigowa dla chemicznie niestabilnych.", zaś w brytyjskim "Jeźdź by przeżyć."
W roku 1997 został wydany dodatek zatytułowany Carmageddon Splat Pack. Dodawał on wiele dodatkowych tras, samochodów i obsługę Glide API, używanego przez ówcześnie dominującą linię akceleratorów 3D – Voodoo firmy 3dfx.
Gracz może ścigać się między innymi takimi samochodami, jak:
- Red Eagle (czerwony sportowy samochód, z grzebieniem kolców wzdłuż karoserii)
- Yellow Hawk (żółty sportowy samochód, podobny do Eagle'a, tyle że ma krótszy grzebień i jest szybszy)
- Hevy Impaler (kremowe kombi z lat 70, ze wzmocnionym silnikiem i opancerzeniem)
- Cop (opancerzony samochód policyjny)
- The Plow (żółty spychacz z napisem "Gotcha!" na łyżce)
- King Merc (Mercedes w wojskowych barwach, osadzony na gąsienicach)
- Leadpumper (czarna limuzyna z lat 70 z wielkim wentylatorem zamontowanym w chłodnicy)
- Hammerhead (podniszczony samochód przyszłości, posiadający kolczasty walec, zamiast tylnych kół)